# Xã Shawnee, Quận Bates, Missouri
Xã Shawnee (tiếng Anh: Shawnee Township) là một xã thuộc quận Bates, tiểu bang Missouri, Hoa Kỳ. Năm 2010, dân số của xã này là 271 người.